# Adeline Software International
Adeline Software International was een Franse ontwikkelaar van computerspellen opgericht in 1992 in Lyon door Frédérick Raynal.

## Geschiedenis
Het bedrijf was een onderdeel van Delphine Software International en bestond uit 21 medewerkers, waarvan vijf leden de kern vormden, waaronder Raynal. Deze medewerkers waren voornamelijk afkomstig van Infogrames.
Adeline is bekend geworden met het spel Little Big Adventure, waarvan ca. 800.000 exemplaren (LBA 1 en LBA 2) verkocht zijn.
Na het uitbrengen van Little Big Adventure 2 werd het stil binnen Adeline, en het team ging in 1997 over naar Sega onder de naam No Cliché. Het merk Adeline werd in 2002 nieuw leven ingeblazen voor de ontwikkeling van het spel Moto Racer Advance.
Een faillissement betekende in juli 2004 het einde voor Delphine en Adeline.

## Spellen
- Little Big Adventure (1994)
- Time Commando (1996)
- Little Big Adventure 2 (1997)
- Moto Racer Advance (2002)